# 二龍戲珠

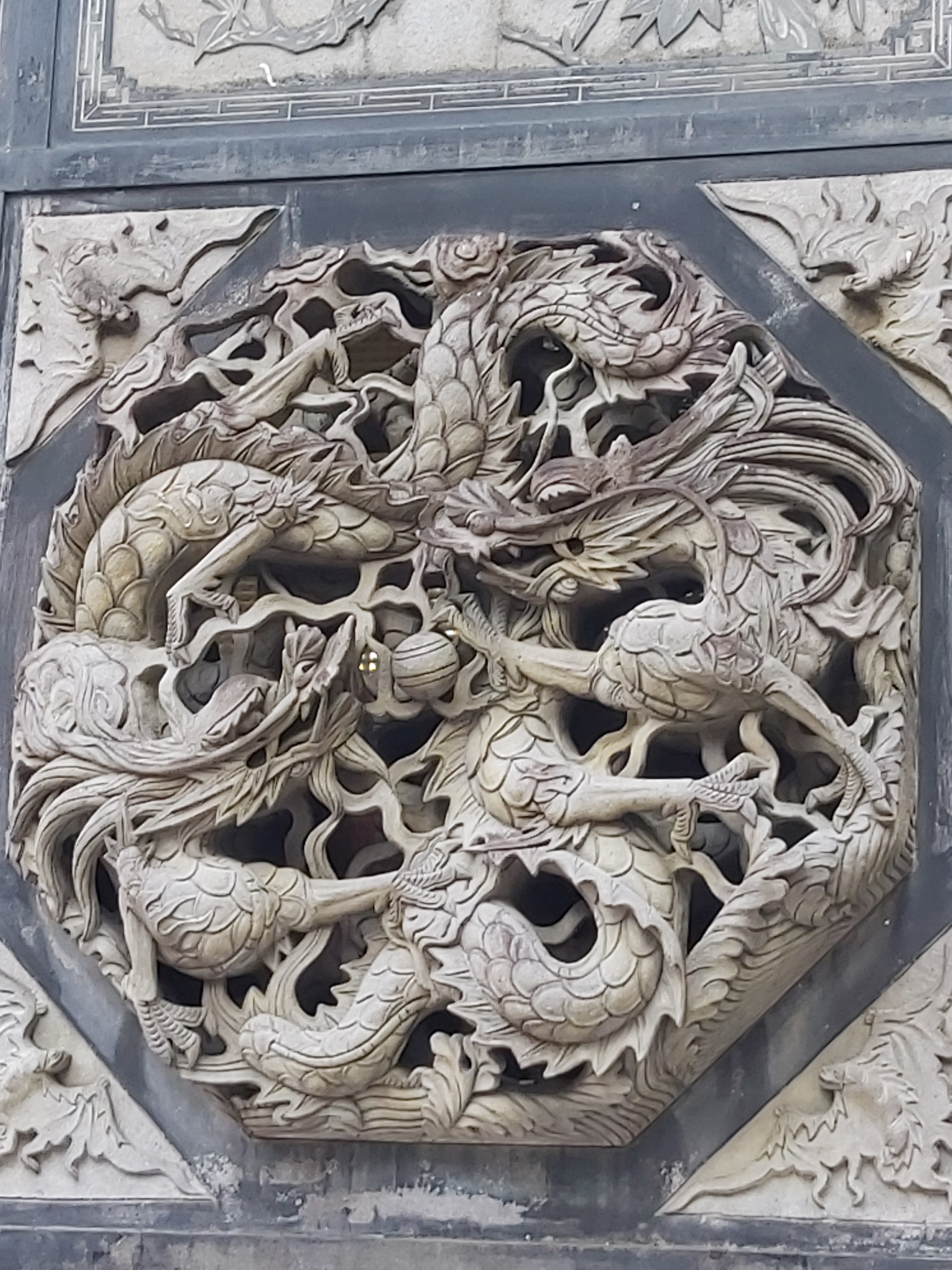
二龍戲珠石雕

二龍戲珠，又稱雙龍戲珠，是一個成語，也是中國傳統吉祥圖案之一。
二龙戏珠源于中国民间传说，仙女们于天池洗浴时遇熊妖袭击，被两条在天池修炼的青龙相救。众仙女将青龙相救之事告之王母娘娘，王母便赠青龙一颗能让它们早日修炼成仙的金珠。金珠只有一颗，青龙们谁也不想独吞而互相谦让，一颗金珠在二龙之间蹿上跳下、金光闪闪。时间一长，此事惊动了玉皇大帝，忙派太白金星下凡查看，太白金星訪查后将两条青龙潜心修炼、心地善良且讲义气的品德汇报给玉帝，玉帝深受感动便又赠一颗金珠给青龙，两条青龙便各呑下一颗金珠得道成仙。它们成了仙龍后都很关心附近的百姓、时常行风播雨，使百姓们过着衣食无忧的太平日子的天神。民间百姓不忘青龙为人们造福，又钦佩它们的德行，便修庙四时供奉。时间一久，从祭祀敬龙到娱乐舞龙，又转化为喜庆吉祥的绘龙。
除喜庆吉祥，二龍戲珠也象征夫妻互相尊敬、谦让包容，因此該題材也常見於婚禮中。

## 类似
日月潭
1. ↑  .   [2012年1月17日]. （原始内容存档于2020年6月10日）. （页面存档备份，存于）